# 포도당 6-인산 이성질화효소
포도당 6-인산 이성질화효소(영어: glucose 6-phosphate isomerase, GPI) (EC 5.3.1.9)는 사람에서 19번 염색체 상의 GPI 유전자에 의해 암호화되는 효소이다. 포스포헥소스 이성질화효소(영어: phosphohexose isomerase, PHI) 또는 포스포글루코스 이성질화효소(영어: phosphoglucose isomerase/phosphoglucoisomerase, PGI)라고도 한다. 이 유전자는 글루코스 인산 이성질화효소 단백질 군(群)의 구성원을 암호화한다. 암호화된 단백질은 기계적으로 구분된 여러 가지 기능들을 수행하는 능력에 근거하여 문라이팅 단백질(moonlighting protein)로 확인되었다. 세포질에서 이 유전자의 생성물은 포도당 6-인산(G6P)과 과당 6-인산(F6P)을 상호전환시키는 해당과정의 효소(포도당 6-인산 이성질화효소)로 기능을 한다. 세포 외적으로, 암호화된 단백질(또한 뉴로류킨으로도 지칭됨)은 골격근의 운동 뉴런 및 감각 뉴런의 생존을 촉진하는 신경영양인자 및 면역글로불린 분비를 유도하는 림포카인으로 기능을 한다. 암호화된 단백질은 또한 종양에서 분비된 사이토카인 및 혈관신생인자로서의 추가적인 기능에 기초하여 자가분비 운동성 인자(autocrine motility factor, AMF)로 지칭된다. 이 유전자의 결함은 비구형적혈구 용혈성 빈혈의 원인이며, 심각한 효소의 결핍은 태아수종, 신생아 사망 및 신경학적 손상과 관련될 수 있다. 선택적 스플라이싱은 다수의 전사물을 생성시킬 수 있다. [2014년 1월 RefSeq 제공]

## 구조
포도당 6-인산 이성질화효소는 두 개의 동일한 단위체로 구성된 64 kDa의 이량체이다. 두 개의 단위체는 두 개의 돌출부를 통해 상호작용을 한다. 각 단위체의 활성 부위는 두 개의 도메인과 이량체 계면 사이의 틈에 의해 형성된다.
포도당 6-인산 이성질화효소는 두 개의 도메인으로 구성되는데, 하나는 큰 도메인이라고 불리는 두 개의 부분으로 구성되고, 다른 하나는 작은 도메인이라고 불리는 부분으로 구성된다. 2개의 도메인은 각각 αβα 샌드위치이고, 작은 도메인은 α-나선으로 둘러싸인 5가닥의 β-시트를 가지고 있고, 큰 도메인은 6가닥의 β-시트를 가지고 있다. N-말단에 위치한 큰 도메인 및 각각의 단량체의 C-말단은 또한 팔 모양의 돌출부를 포함하고 있다. 작은 도메인의 몇몇 잔기들은 인산염과 결합하는 역할을 하는 반면, 큰 도메인 및 C-말단 도메인의 다른 잔기들, 특히 His388은 포도당 6-인산 이성질화효소에 의해 촉매되는 당의 개환(開環) 단계에서 중요하다. 이성질화 활성은 이량체 계면에서 일어나기 때문에 포도당 6-인산 이성질화효소의 이량체 구조는 이 효소의 촉매 기능에 중요하다.
포도당 6-인산 이성질화효소의 세린 잔기의 인산화는 그 분비 형태에 대한 입체 구조의 변화를 유도한다고 가정된다.

## 메커니즘
포도당 6-인산 이성질화효소와 과당 6-인산(알도스에서 케토스로)을 상호전환하는 데 사용되는 메커니즘은 포도당 고리를 열고, 엔다이올 중간생성물을 통해 포도당을 과당으로 이성질화하고, 과당 고리를 닫는 3가지 주요 단계로 구성된다.

### 포도당의 이성질화
|  |

포도당 6-인산은 피라노스 형태로 포도당 6-인산 이성질화효소에 의해 결합한다. 고리는 C5 산소를 양성자화시키는 His388및 C1 하이드록실기를 탈양성자화시키는 Lys518에 의해 "푸시-풀(push-pull)" 메커니즘으로 열린다. 이는 사슬형 알도스를 생성하게 한다. 이어서 기질을 C3-C4 결합 주위에서 회전시켜 이성질화를 위해 기질을 위치시킨다. 이 지점에서 Glu357은 C2를 탈양성자화시켜 Arg272에 의해 안정화된 시스-엔다이올레이트 중간생성물을 생성시킨다. 이성질화를 완료하기 위해 Glu357은 양성자를 C1에 제공하고, C2의 하이드록실기는 양성자를 잃고, 사슬형 케토스인 과당 6-인산이 생성된다. 마지막으로 고리는 C3-C4 결합에 대해 기질을 다시 회전시키고 Lys518로 C5 하이드록실기를 탈양성자화시킴으로써 닫힌다.

## 기능
이 유전자는 포도당 6-인산 이성질화효소 패밀리에 속한다. 이 유전자에 의해 암호화된 포도당 6-인산 이성질화효소는 포도당 6-인산과 과당 6-인산 사이의 가역적인 이성질화를 촉매하는 이량체 효소이다. 반응이 가역적이기 때문에 그 방향은 포도당 6-인산 및 과당 6-인산의 농도에 의해 결정된다.
포도당 6-인산 ⇄ 과당 6-인산
포도당 6-인산 이성질화효소는 세포 내부와 외부에서 다른 기능을 가지고 있다. 세포질에서 단백질은 오탄당 인산 경로뿐만 아니라 해당과정 및 포도당신생합성에 관여한다. 세포 외부에서 포도당 6-인산 이성질화효소는 뉴로류킨이라 불리는 척수 뉴런 및 감각 뉴런에 대한 신경영양인자로 기능한다. 동일한 단백질은 또한 암세포에 의해 분비되는 데, 이는 자가분비 운동성 인자라고 하며, 전이를 자극한다. 세포 외 포도당 6-인산 이성질화효소는 또한 성숙 인자로 기능하는 것으로 알려져 있다.

### 뉴로류킨
원래 별개의 단백질로 취급되었지만, 복제 기술은 포도당 6-인산 이성질화효소가 단백질 뉴로류킨(neuroleukin)과 거의 동일하다는 것을 증명했다. 뉴로류킨은 척수 뉴런 및 감각 뉴런의 신경영양인자이다. 뉴로류킨은 근육, 뇌, 심장 및 콩팥에서 대량으로 발견된다. 뉴로류킨은 또한 렉틴에 의해 자극된 T 세포에 의해 분비된 림포카인으로 작용한다. 뉴로류킨은 항체 분비 세포를 활성화시키는 반응의 일부로서 B 세포에서 면역글로불린 분비를 유도한다.

### 자가분비 운동성 인자
클로닝 실험은 또한 포도당 6-인산 이성질화효소가 자가분비 운동성 인자(autocrine motility factor, AMF)로 알려진 단백질과 동일하다는 것을 밝혀냈다. 암세포에 의해 생성되고 분비되는 자가분비 운동성 인자는 생장인자로서 세포의 성장 및 운동성을 자극한다. 자가분비 운동성 인자는 MAPK/ERK 경로 또는 PI3K/AKT 경로를 활성화시켜 암 전이에 중요한 역할을 하는 것으로 생각된다. PI3K/AKT 경로에서, AMF는 gp78/AMFR과 상호작용을 하여 소포체 칼슘 방출을 조절하고, 따라서 소포체 스트레스에 반응하여 아폽토시스로부터 보호한다.

## 원핵생물의 이기능성 포도당 6-인산 이성질화효소
일부 고균 및 세균에서 포도당 6-인산 이성질화효소 또한 만노스 6-인산 이성질화효소 활성을 나타내는 이기능성(二機能性) 효소이다. 진핵생물의 포도당 6-인산 이성질화효소와 밀접한 관련이 없지만, 이기능성 효소는 서열이 통상적인 포도당 6-인산 이성질호효소에서 당 인산 결합 부위를 형성하는 트레오닌 및 세린의 클러스터를 포함할 정도로 충분히 유사하다. 포도당 6-인산 이성질화효소는 포도당 6-인산과 과당 6-인산의 상호전환을 위해 포도당의 개환(開環) 및 이성질화에 동일한 메커니즘을 사용하는 것으로 생각된다.

## 임상적 중요성
포도당 6-인산 이성질화효소의 결핍은 해당과정을 촉매하는 효소의 결핍으로 인한 용혈성 빈혈의 4%를 차지한다. 최근에 몇몇 포도당 6-인산 이성질화효소의 결핍 사례가 확인되었다.
혈청의 포도당 6-인산 이성질화효소의 증가는 대장암, 유방암, 폐암, 신장암 및 기타 암에 대한 예후 바이오마커로 사용되어 왔다. 자가분비 운동성 인자로서, 포도당 6-인산 이성질화효소는 침습 및 전이 동안 세포 이동을 조절하는 데 기인한다. 한 연구에 따르면 유방 종양 스페로이드(BTS)의 외부층이 포도당 6-인산 이성질화효소를 분비하여, 유방 종양 스페로이드에서 상피간엽 전환(EMT), 침습 및 전이를 유도한다. 포도당 6-인산 이성질화효소의 저해제인 ERI4P 및 6PG는 BTS의 전이를 차단하지만, BTS의 해당과정 또는 섬유아세포의 생존력은 차단하지 않는 것으로 밝혀졌다. 또한, 포도당 6-인산 이성질화효소는 정상 세포가 아닌 종양 세포에 의해 독점적으로 분비된다. 이러한 이유로, 포도당 6-인산 이성질화효소 저해제는 항암 치료에 대한 보다 안전하고 표적화된 접근법일 수 있다. 또한, 포도당 6-인산 이성질화효소는 HER2의 발현을 향상시키고, HER2의 과발현은 포도당 6-인산 이성질화효소의 발현을 향상시키는 등 주요 유방암 치료 표적인 HER2와의 양성 피드백 루프에 참여한다. 결과적으로 포도당 6-인산 이성질화효소의 활성은 트라스투주맙을 사용한 HER2 기반 치료법에 대한 유방암 세포에 내성을 부여할 가능성이 높으며, 환자 치료시 추가적인 대상으로 고려해야 한다.

## 상호 작용
포도당 6-인산 이성질화효소는
- AMFR,[18][20] 및
- HER2.[20]와 상호작용하는 것으로 알려져 있다.

## 같이 보기
- 포도당 6-인산
- 이성질화효소
- 포스포프럭토키네이스

## 더 읽을거리
- Walker JI, Faik P, Morgan MJ (1990). “Characterization of the 5' end of the gene for human glucose phosphate isomerase (GPI).”. 《Genomics》 7 (4): 638–43. doi:10.1016/0888-7543(90)90212-D. PMID 2387591.
- Brownstein BH, Silverman GA, Little RD,  외. (1989). “Isolation of single-copy human genes from a library of yeast artificial chromosome clones.”. 《Science》 244 (4910): 1348–51. doi:10.1126/science.2544027. PMID 2544027.
- Mizrachi Y (1989). “Neurotrophic activity of monomeric glucophosphoisomerase was blocked by human immunodeficiency virus (HIV-1) and peptides from HIV-1 envelope glycoprotein.”. 《J. Neurosci. Res.》 23 (2): 217–24. doi:10.1002/jnr.490230212. PMID 2547084.
- Gurney ME, Apatoff BR, Spear GT,  외. (1986). “Neuroleukin: a lymphokine product of lectin-stimulated T cells.”. 《Science》 234 (4776): 574–81. doi:10.1126/science.3020690. PMID 3020690.
- Faik P, Walker JI, Redmill AA, Morgan MJ (1988). “Mouse glucose-6-phosphate isomerase and neuroleukin have identical 3' sequences.”. 《Nature》 332 (6163): 455–7. doi:10.1038/332455a0. PMID 3352745.
- Zanella A, Izzo C, Rebulla P,  외. (1981). “The first stable variant of erythrocyte glucose-phosphate isomerase associated with severe hemolytic anemia.”. 《Am. J. Hematol.》 9 (1): 1–11. doi:10.1002/ajh.2830090102. PMID 7435496.
- Faik P, Walker JI, Morgan MJ (1994). “Identification of a novel tandemly repeated sequence present in an intron of the glucose phosphate isomerase (GPI) gene in mouse and man.”. 《Genomics》 21 (1): 122–7. doi:10.1006/geno.1994.1233. PMID 7545951.
- Xu W, Beutler E (1995). “The characterization of gene mutations for human glucose phosphate isomerase deficiency associated with chronic hemolytic anemia.”. 《J. Clin. Invest.》 94 (6): 2326–9. doi:10.1172/JCI117597. PMC 330061. PMID 7989588.
- Xu W, Lee P, Beutler E (1996). “Human glucose phosphate isomerase: exon mapping and gene structure.”. 《Genomics》 29 (3): 732–9. doi:10.1006/geno.1995.9944. PMID 8575767.
- Baronciani L, Zanella A, Bianchi P,  외. (1996). “Study of the molecular defects in glucose phosphate isomerase-deficient patients affected by chronic hemolytic anemia.”. 《Blood》 88 (6): 2306–10. doi:10.1182/blood.V88.6.2306.bloodjournal8862306. PMID 8822952.
- Beutler E, West C, Britton HA,  외. (1998). “Glucosephosphate isomerase (GPI) deficiency mutations associated with hereditary nonspherocytic hemolytic anemia (HNSHA).”. 《Blood Cells Mol. Dis.》 23 (3): 402–9. doi:10.1006/bcmd.1997.0157. PMID 9446754.
- Kanno H, Fujii H, Miwa S (1998). “Expression and enzymatic characterization of human glucose phosphate isomerase (GPI) variants accounting for GPI deficiency.”. 《Blood Cells Mol. Dis.》 24 (1): 54–61. doi:10.1006/bcmd.1998.0170. PMID 9616041.
- Kugler W, Breme K, Laspe P,  외. (1998). “Molecular basis of neurological dysfunction coupled with haemolytic anaemia in human glucose-6-phosphate isomerase (GPI) deficiency.”. 《Hum. Genet.》 103 (4): 450–4. doi:10.1007/s004390050849. PMID 9856489.
- Belyaeva OV, Balanovsky OP, Ashworth LK,  외. (1999). “Fine mapping of a polymorphic CA repeat marker on human chromosome 19 and its use in population studies.”. 《Gene》 230 (2): 259–66. doi:10.1016/S0378-1119(99)00056-6. PMID 10216265.
- Yakirevich E, Naot Y (2000). “Cloning of a glucose phosphate isomerase/neuroleukin-like sperm antigen involved in sperm agglutination.”. 《Biol. Reprod.》 62 (4): 1016–23. doi:10.1095/biolreprod62.4.1016. PMID 10727272.
- Haga A, Niinaka Y, Raz A (2000). “Phosphohexose isomerase/autocrine motility factor/neuroleukin/maturation factor is a multifunctional phosphoprotein.”. 《Biochim. Biophys. Acta》 1480 (1–2): 235–44. doi:10.1016/s0167-4838(00)00075-3. PMID 11004567.